# Facundus und Primitivus

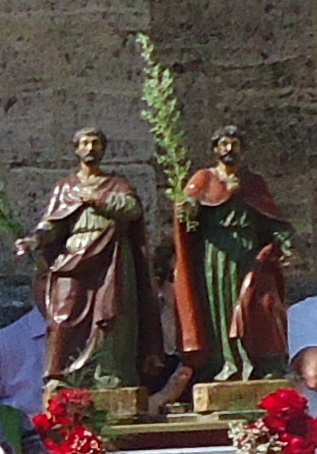
Hll. Facundus und Primitivus – Prozessionsstatuen beim Patronatsfest in Las Quintanillas, Provinz Burgos, Spanien

Die beiden spanischen Heiligen Facundus und Primitivus (* und † im späten 3. Jahrhundert) stammen aus der Umgebung der Stadt Sahagún in der heutigen Provinz León. Der Name der Stadt, wo ein nicht mehr existierendes Kloster nach den beiden Märtyrern benannt war, leitet sich möglicherweise vom hl. Facundus (San Fagun) ab – das lateinische Wort facundus bedeutet so viel wie „beredt“.

## Legende
Die beiden Heiligen waren einer Legende zufolge Söhne des hl. Marcellus von Tanger. Gemeinsam mit ihrem Vater und ihren zehn anderen Brüdern sollen sie während der Diokletianischen Christenverfolgung unter dem Präfekten Atticus am Ufer des Flusses Cea enthauptet worden sein; aus ihren abgeschlagenen Häuptern entsprangen angeblich ‚Blut und Milch‘. In einer anderen Legende ist dagegen von einer Verwandtschaft mit Marcellus sowie von ihren Brüdern nicht die Rede.

## Verehrung
In einem Führer für Pilger nach Santiago de Compostela aus dem 12. Jahrhundert heißt es über die Stadt Sahagún: Item, visitanda sunt corpora beatorum martirum Facundi scilitet et Primitivi, quorum basilicam Karolus fecit („Auch sollten die Reliquien der Märtyrer Facundus und Primitivus besucht werden, deren Basilika Karl der Große erbaute.“) Die Verehrung der im Mittelalter in der Region nicht unbedeutenden Heiligen ist stark zurückgegangen – in Las Quintanillas (Provinz Burgos) werden sie Ende September mit Prozession und Festwoche als Ortsheilige gefeiert; die portugiesische Gemeinde São Facundo trägt die Heiligenattribute Schwert und Märtyrerpalme im Wappen. Ihr Gedenktag im Kirchenkalender ist der 27. November.